# Леонардо Ђенони
Леонардо Ђенони (рођен 28. августа 1987. године у Семионију, Швајцарска) је швајцарски професионални хокејаш на леду. Игра на позицији голмана и тренутно наступа за клуб Цуг у Швајцарској националној хокејашкој лиги.

## Клупска каријера
Ђенони је започео своју професионалну каријеру у сезони 2004/05 у Цирих лајонсима, али је углавном играо у развојним тимовима. Након три сезоне, прешао је у Давос 2007. године, где је провео девет сезона и освојио три титуле шампиона Швајцарске (2009, 2011, 2015).
Године 2016. потписао је трогодишњи уговор са клубом Берн, вредан 1,8 милиона швајцарских франака. Током боравка у Берну, освојио је две титуле шампиона (2017, 2019).
У августу 2018. године, Ђенони је потписао петогодишњи уговор вредан 5 милиона швајцарских франака са клубом Цуг, који је ступио на снагу у сезони 2019/20.

## Међународна каријера
Ђенони је представљао репрезентацију Швајцарске на бројним међународним такмичењима, укључујући Светска првенства и Олимпијске игре. Освојио је сребрне медаље на Светским првенствима 2018, 2024. и 2025. године.
На Светском првенству 2025. године, Ђенони је проглашен за најкориснијег играча и најбољег голмана турнира, са четири утакмице без примљеног гола и процентом одбрана од 95,3%.

## Награде и признања
- Најбољи голман швајцарске лиге: 2011, 2015, 2017, 2019, 2021, 2022.
- Најкорисни играч швајцарске лиге: 2011.
- Члан Ол-стар тима: 2011, 2017, 2018, 2019.
- Шампион Швајцарске:  
  - 2009, 2011, 2015. – Давос
  - 2017, 2019. – Берн
  - 2021, 2022. – Цуг
- Победник Шпенглеровог купа: 2006, 2011.
- Члан Ол-стар тима Шпенглеровог купа: 2014.